# Бобицький Віталій Миколайович
Бобицький Віталій Миколайович (16 лютого 1951 року село Пірванче, Горохівський район (тепер Горохівська громада Луцького району), Волинська область, УРСР — 10 березня 2011 року м. Луцьк, Волинь, Україна) — український співак, хормейстер, диригент, державний службовець.

## Життєпис
Віталій Миколайович Бобицький народився 16 лютого 1951 року в сім’ї Миколи Івановича і Клавдії Климівни Бобицьких у селі Пірванче Горохівського району Волинської області. У вересні 1958 року вступив до першого класу Пірванченської восьмирічної школи, яку закінчив у 1966 році. Відтак продовжив навчання у Горохівській середній школі імені Івана Франка. Під час навчання у школі постійно брав участь у різноманітних пісенних конкурсах і фестивалях, де неодноразово здобував призові місця. Був активним учасником художньої самодіяльності як у рідному селі, так і в районі. Отримавши атестат про середню освіту (1968 р.), пішов працювати помічником тракториста в місцевий колгосп «Дружба». Потім навчався на курсах водіїв при Горохівському автомотоклубі ДТСААФ.
З травня 1969-го по листопад 1971 проходив строкову службу в армії. Армійські будні не завадили йому стати солістом ансамблю пісні і танцю військової частини.
Після завершення служби два роки працював водієм-інкасатором Горохівського відділення держбанку України. У Горохові пішов на прослуховування до керівника чоловічої хорової капели Валентина Рихтовського. Прослухавши його, талановитий керівник зрозумів, що той не може бути без пісні, а пісня без нього. Віталій став солістом капели з першого дня перебування в ній.
У квітні 1973 року одружився з Галиною Іванівною Приходою жителькою села Красів Гохівського району. У вересні цього ж року став студентом Луцького державного музичного училища, яке закінчив у 1977 році. У 1974-му народилася донька Вікторія, а у 1981-му друга донечка — Наталія. Дружина і доньки також присвятили своє життя мистецтву.
Професійну мистецьку діяльність розпочав артистом-вокалістом Черкаського народного хору. Згодом повернувся на Волинь, де був призначений на посаду директора Іваничівської дитячої музичної школи (1978—1988). Постійно надавав допомогу клубним установам району, був солістом духового оркестру, народного оркестру викладачів школи, учасником усіх концертів і масових заходів у райцентрі, де створив і очолив сім хорових колективів.
З 1988 по 1993 рік керував колективом Нововолинської музичної школи. Створив при школі оркестр народних інструментів і став його солістом, відновив роботу камерного оркестру. Надавав постійну методичну і практичну допомогу аматорським колективам Палацу культури міста. Був солістом естрадного, духового і дитячого домрового оркестрів. Створив у 1989 році чоловічий вокальний гурт «Братове», котрий у 1992-му був відзначений званням «народний».

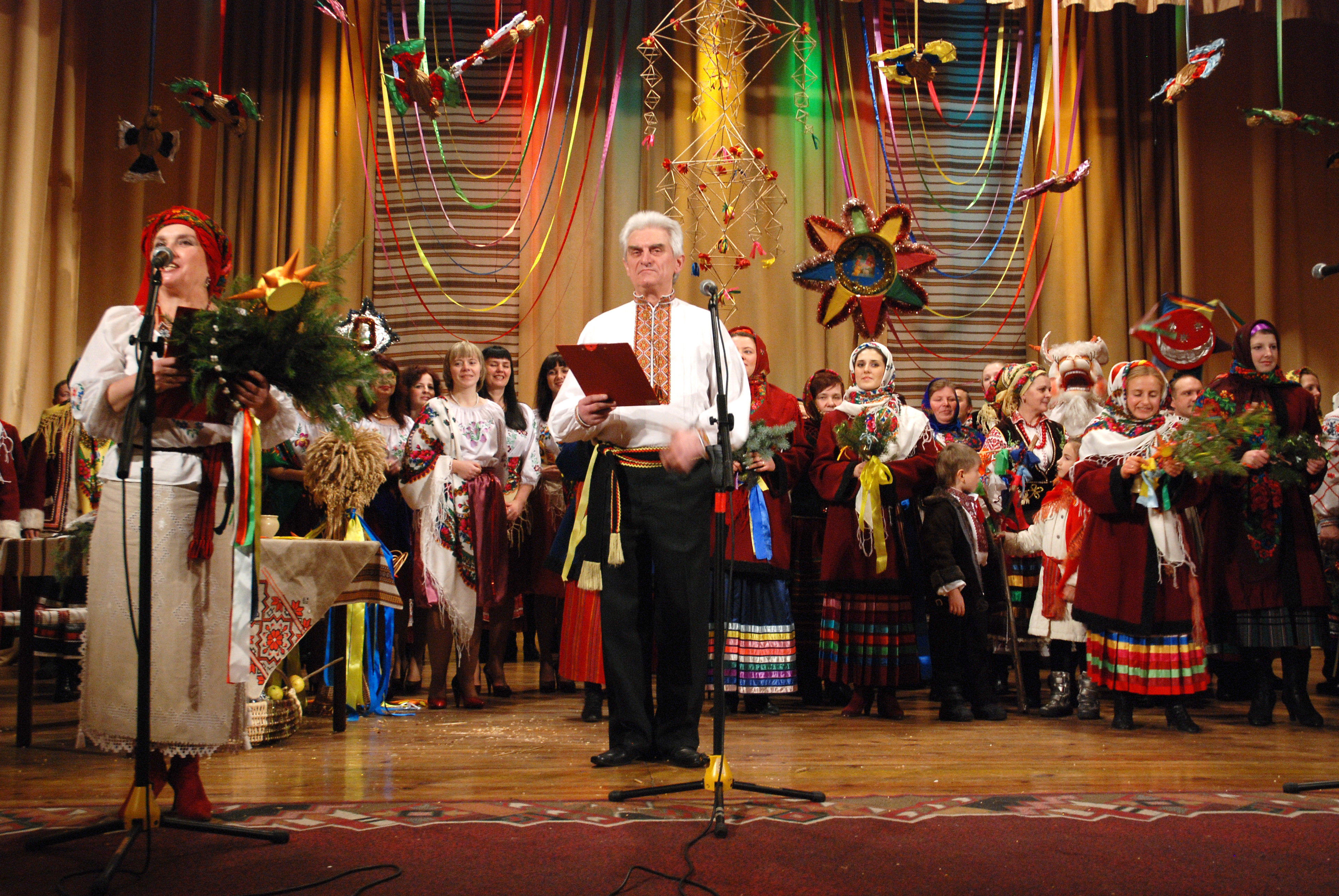

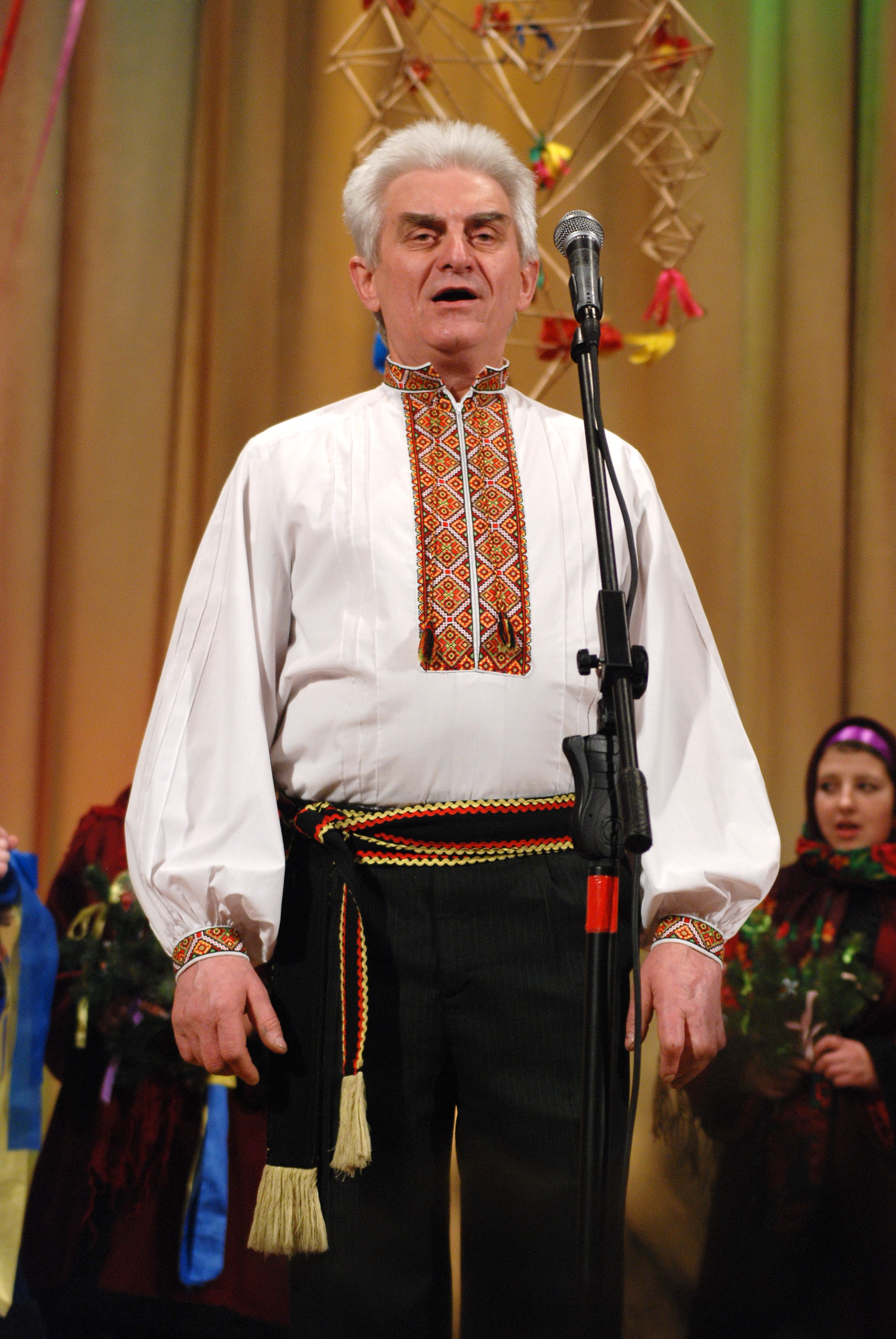

У 1993 переведений на посаду завідувача відділу культури Нововолинського міськвиконкому, а у 2002-му очолив Навчально-методичний центр культури Волині. Зарекомендував себе професійно грамотним керівником, ініціатором і організатором багатьох міжнародних, всеукраїнських, обласних і міських культурно-мистецьких заходів (Міжнародний фестиваль народного фольклору «Берегиня», Всеукраїнський конкурс хорового мистецтва імені Лесі Українки, Всеукраїнська лабораторія-майстерня із соломоплетіння «Солом’яний бичок», Міжрегіональний конкурс директорів районних будинків культури і народних домів «Просвіта» «Кращий за професією», Всеукраїнський конкурс виконавців на цимбалах і сопілці «Волинська гуковиця»). Багато праці доклав до підготовки й успішного проведення творчих звітів майстрів мистецтв та художніх колективів області в Національному палаці мистецтв «Україна» (Київ, 1999, 2001, 2003 рр.). Брав у них участь як режисер, соліст-вокаліст і ведучий.
Нагороджений багатьма Почесними грамотами Волинської обласної адміністрації, обласної ради, управління культури і туризму Волинської області.

## Нагороди
Подяка Президента України (Київ, листопад 1999 р.) — за просвітницьку діяльність у розбудові Української держави. (Леонід Кучма)
Почесна Грамота Кабінету Міністрів України та медаль (посмертно — Київ, 17 березня 2011 р.) — за вагомий особистий внесок у забезпечення розвитку національної культури, багаторічну сумлінну працю та високу професійну майстерність. (Микола Азаров)
Диплом учасника заключного етапу фестивалю мистецтв України Міністерства Культури і Туризму України (Київ, 2009) — за високу творчу майстерність (соліст). (В. Вовкун) (Творчий звіт у Києві)
Почесна Грамота Міністерства Культури і Туризму України (Київ, 2011) — за вагомий особистий внесок у створенні духовних цінностей та високу професійну майстерність (М. Кулиняк).
Диплом лауреата Всеукраїнського огляду народної творчості Волинської Обласної Державної Адміністрації (Луцьк, 1999) — за вагомий внесок у розвиток української культури, високі творчі досягнення. (Творчий звіт у Києві)
Почесна Грамота Волинської Обласної Ради (Луцьк, 10 лютого 2001) — за вагомий особистий внесок у розвиток аматорського мистецтва, відродження і пропаганду національної культури, активну участь у проведенні Всеукраїнського огляду народної творчості, присвяченого десятій річниці Незалежності України. (Творчий звіт у Києві)
Почесна Грамота Волинської Обласної Державної Адміністрації (15 лютого 2001) — за сумлінну працю в органах виконавчої влади, вагомий особистий внесок у розвиток аматорського мистецтва, активну громадську діяльність.
Диплом лауреата Всесоюзного огляду художньої творчості (соліст, Київ, 1985).
Почесна Грамота Волинського Обласного Управління Культури (Луцьк, 1998) — за культурно-просвітницьку роботу, значний внесок у розвиток художньої народної творчості, активну громадську діяльність.
Почесна Грамота Волинського Обласного Управління Культури (Луцьк, 2001) — за багаторічну працю на культурно-освітній ниві, значний внесок у розвиток аматорського мистецтва, активну громадську діяльність.
Почесна грамота Управління Культури Волинської Обласної Державної Адміністрації (Луцьк, 2006) — за багаторічну творчу працю, значний внесок у розвиток і пропаганду музичного мистецтва, активну концертну діяльність.
Почесна Грамота Управління Культури і Туризму Волинської Обласної Державної Адміністрації (Луцьк, 2008) — за багаторічну плідну працю, значний особистий внесок у розвиток української культури, аматорського мистецтва.
Почесна Грамота Луцької міської ради (Луцьк, 2011) — за багаторічну творчу працю, активну громадську позицію, вагомий особистий внесок у розвиток культурно-мистецької спадщини України, національно-патріотичне виховання молоді.
Почесна Грамота Волинської Обласної Державної Адміністрації (16 лютого 2011) — за багаторічну творчу працю, вагомий особистий внесок у розвиток аматорського мистецтва, високий професіоналізм, активну участь у культурно-мистецькому житті краю.

## Творчий доробок

### Репертуар
1. «Тарасові думи». Музика М. Стефанишина. Вірші М. Гнатюка
2. «Подих майдану». Музика М. Стефанишина. Вірші М. Гнатюка
3. «Заспіваймо, браття». Музика М. Стефанишина. Вірші В. Вербича
4. «Осінні дощі». Музика М. Стефанишина. Вірші В. Вербича
5. «Осанна». Музика М. Стефанишина. Вірші І. Корсака
6. «Волинянко моя». Музика М. Стефанишина. Вірші М. Кузьо
7. «Сурми за горою». Музика М. Стефанишина. Вірші Й. Струцюка
8. «Ой сини-ясени». Музика М. Стефанишина. Вірші Й. Струцюка
9. «Тополя». Музика М. Стефанишина. Вірші М. Левицького
10. «Це буде так». Музика М. Стефанишина. Вірші О. Теліги
11. «Ясна ти перлинонько моя». Музика Г. Мірецького. Вірші Ш. Патефі
12. «Пелюстки з квітоньки обсипаються». Музика Г. Мірецького. Вірші О. Пушкіна
13. «Хай щастить вам, люди добрі». Музика І. Поклада. Вірші В. Крищенка
14. «Нововолинськ вечірній». Музика О. Каліщука. Вірші О. Леля
15. «Я до вас з піснями, друзі, йду». Музика К. Яновського. Вірші В. Шинкарука
16. «Новий день над Україною». Музика С. Кучера. Вірші С. Галябарди
17. «Ой у Луцьку, славнім місті». Музика В. Тиможинського. Слова народні
18. «Не забувайте матерів ніколи». Слова і музика І. Баранюка
19. «Не спи, душа». Музика Ю. Максименка
20. «Любіть Україну». Музика Ю. Максименка. Вірші В. Сосюри
21. «Як надійшла любов». Музика О. Білаша. Вірші Д. Павличка
22. «Не ображайте батьків». Музика І. Баранюка
23. «Кохана». Музика І. Поклада. Вірші І. Бараха
24. «Присвята донькам». Музика В. Бобицького. Вірші О. Леля
25. «Як я тебе кохаю». Музика та вірші О. Каліщука
26. «Краю мій дорогий». Музика і вірші О. Каліщука
27. «Києве мій». Музика І. Шамо. Вірші Д. Луценка
28. «Понад Світязем». Музика О. Каліщука. Вірші І. Чернецького
29. «Молюсь на тебе, краю мій»
30. «Цвітуть осінні тихі небеса». Музика О. Білаша. Вірші А. Малишка
31. «Пісня про рушник». Музика П. Майбороди. Вірші А. Малишка
32. «Пісня про вчительку». Музика П. Майбороди. Вірші А. Малишка
33. «Два кольори». Музика. О. Білаша. Вірші Д. Павличка
34. «Пам’ятай, брате мій». Музика та вірші Б. Кучера.
35. «Пісня про Волинь». Музика А. Шашкевича. Вірші Д. Луценка
36. «Червона рута». Музика та вірші В. Івасюка
37. «Черемшина». Музика В. Михайлюка. Вірші М. Юрійчука
38. «Гуцулка Ксеня». Музика та вірші Я. Барнича
39. «Марічка». Музика С. Сабадаша. Вірші М. Ткача
40. «Балада про 12 розбійників». Музика М. Маникіна-Невструєва. Вірші О. Некрасова
41. «Ясени». Музика О. Білаша. Вірші. М. Ткача
42. «Поема про Україну». Музика О. Александрова. Вірші В. Мельников
43. «Осіннє золото». Музика І. Шамо. Вірші Д. Луценка
44. «Явір і яворина». Музика О. Білаш. Вірші Д. Павличка
45. «Мамина черешня». Музика А. Горчинського. Вірші М. Луківа
46. «Мав я раз дівчиноньку». Музика і вірші Р. Купчинського
47. «Сміються, плачуть солов’ї». Музика В. Безкоровайного. Вірші О. Олеся
48. «Звели нас очі». Музика А. Андрухова. Вірші О. Богачука
49. «Дякувати Богу».
50. «Україно кохана».
51. «Хай щастить вам, люди добрі». Музика І. Поклада. Вірші В. Крищенка
52. «Волинь моя». Музика та вірші Степана Кривенького
53. «Люди в білих халатах». Музика Е. Колмановського. Вірші Л. Ошаніна
54. «День звитяги». Музика Д. Тухманова. Вірші В. Харитонова
55. «Травневий вальс». Музика І. Лученка. Вірші М. Ясеня
56. «Чари ночі». Музика В. Безкоровайного. Вірші О. Олеся
57. «Мав я раз дівчиноньку». Музика і слова Р. Купчинського
58. Арія Кривоноса з опери Г. Майбороди «Богдан Хмельницький».
59. Арія Дона Базиліо «Поговір» з опери Дж. Россіні «Севільський цирульник».
60. Дует Одарки й Карася з опери С. Гулака-Артемовського «Запорожець за Дунаєм».
61. «Дивлюсь я на небо». Вірші М. Петренка. Обробка В. Заремби
62. «Бандуристе, орле сизий». Вірші Т. Шевченка. Обробка К. Орлова

### Пісні літературного походження
1. «Повій вітре на Вкраїну». Вірші С. Руданського
2. «Ніч яка місячна». Слова М. Старицький
3. «Єсть на світі доля». Вірші Т. Шевченка
4. «Казав мені батько». Обробка М. Лисенка
5. «О соловію». Вірші Я. Барнича
6. «Повій, вітре, на Вкраїну». Вірші С. Руданського

### Українські народні пісні
1. «Стоїть козак на чорній кручі».
2. «Місяць на небі».
3. «Взяв би я бандуру».
4. Ой хмариться, туманиться».
5. «Ой у вишневому саду».
6. «Гей, соколи».
7. «Ой у вишневому садочку».
8. «Там, під Львівським замком».
9. «По садочку ходжу».
10. «Ой чий то кінь стоїть».

## Пам’ять
Книга «Життя, що стало піснею» // Автор-упорядник Т. Х. Мазурок.
Газетні публікації:
Без «вчора» не було б і «завтра» // Наше місто. — 08.06.2000 р.
Неперевершений баритон Волині // Замок. — 10.02.2011.
Пам’яті Віталія Бобицького // Горохівський вісник. — 19.03 2011.
Нашому Віталію Бобицькому // Горохівський вісник. — 24.03.2012.
Вірші: Любов Мілевич «Світ затужив» // Життя, що стало піснею. — C. 100.
Ігор Баранюк «Волинський соловейко» // Життя, що стало піснею. — C. 101.
Олександр Каліщук «Прощай на віки, любий друже» // Життя, що стало піснею. — C. 102.
Віра Озимук «Батьківська земля».
Пісня: Музика Петра Старушика, слова Діани Радчук «Присвята» // Життя, що стало піснею. — C. 103.